# Руесга (Кантабрія)
Руесга (ісп. Ruesga) — муніципалітет в Іспанії, у складі автономної спільноти Кантабрія. Населення — 1060 осіб (2009).
Муніципалітет розташований на відстані близько 320 км на північ від Мадрида, 28 км на південний схід від Сантандера.
На території муніципалітету розташовані такі населені пункти: Кальсека, Матьєнсо, Ментера-Барруело, Огарріо, Ріва (адміністративний центр), Вальє.

## Демографія
Динаміка населення (INE ):

## Галерея зображень

Розташування муніципалітету
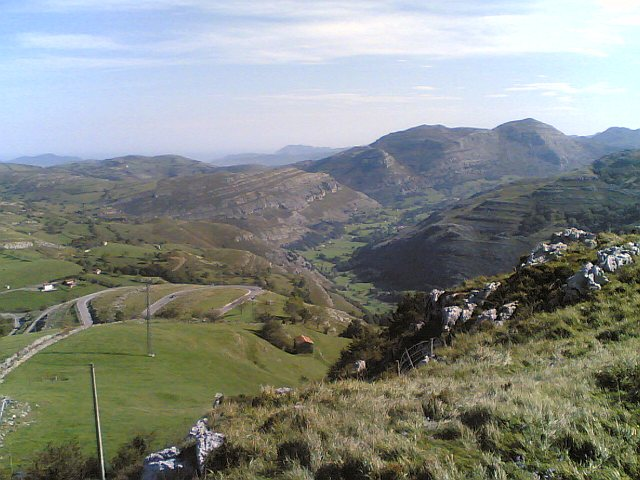
Долина Матьєнсо